# 1112 w polityce

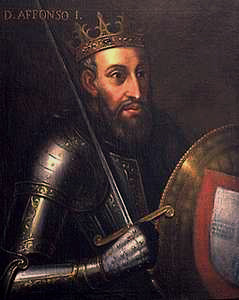
Alfons I Zdobywca, pierwszy król Portugalii

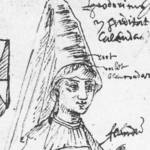
Sybilla Andegaweńska, hrabina Flandrii

Wydarzenia polityczne w 1112 roku.
.

## Wydarzenia
- Alfons I Zdobywca, syn Henryka Burgundzkiego, dziedziczy po jego śmierci władzę w Portugalii[1]. W 1139 zostanie pierwszym królem tego państwa[2].
- Unia dynastyczna hrabstwa Prowansji i Barcelony (do 1245)[3].

## Urodzili się
- Sybilla Andegaweńska, hrabina Flandrii[4]

## Zmarli
- 1 listopada Henryk Burgundzki, hrabia Portugalii[5].
- Jerzy II, król Gruzji z dynastii Bagratydów[6].